# قرابة مصطنعة
القرابة المصطنعة (بالإنجليزية: Fictive kinship)‏ هو مصطلح استخدمه أخصائيو علم الإنسان (الأنثروبولوجيون) وأخصائيو وصف الأعراق البشرية (الإثنوغرافيون) لوصف أشكال من القرابة أو الروابط الاجتماعية غير المبنية على قرابة عصب (روابط دم) أو مصاهرة (روابط زواج)، على نقيض روابط القرابة النقية.
بقدر ما قد تُعتبر روابط الدم والمصاهرة قرابة حقيقية أو نقية، استُخدم مصطلح قرابة مصطنعة في الماضي للإشارة إلى روابط القرابة الوهمية، بمعنى أنها غير حقيقية. يمكننا بالاستناد إلى المفهوم على اعتباره تصنيفًا أنثروبولوجيًا عبر ثقافيٍ صحيح الاستنتاج أن التصنيف العكسي للـ «القرابة (النقية)» المبني على قرابة الدم والمصاهرة هو عبر ثقافيٍ صحيح بصورة مشابهة. كان استخدام المصطلح شائعًا حتى أواسط إلى أواخر القرن العشرين، وقتما فككت الأنثروبولوجيا ونقحت بفاعليةٍ العديد من المفاهيم والتصنيفات فيما يتعلق بدراسة القرابة والروابط الاجتماعية. على وجه الخصوص، أكد الأنثروبولوجيون على أن اعتبار روابط الدم أساسًا لروابط القرابة ليس أمرًا عالميًا عبر الثقافات، وأنه -–على نقيض ذلك -– قد يكون رمزًا ثقافيًا خاصًا بالقرابة في ثقافات معينة فقط (إنظر المقالات حول القرابة وديفيد إم. شنايدر لمعلومات أكثر حول تاريخ دراسات القرابة).
انطلاقًا من الاتصالات الأولى للأنثروبولوجيا بالدراسات القانونية، يمكن استخدام مصطلح قرابة مصطنعة أيضًا في سياق قانوني، ومازال هذا الاستخدام مستمرًا في المجتمعات حيث تحظى هذه التصنيفات والتعاريف المتعلقة بالقرابة والروابط الاجتماعية بتداول قانوني؛ مثلًا، في قضايا الميراث.
كجزء من تفكيك مفاهيم القرابة المذكور أعلاه، يعترف الأنثروبولوجيون الآن بأن – وبسياق عبر ثقافي – أنواع الروابط الاجتماعية والعلاقات التي كانت تُعالج سابقًا تحت تصنيف «قرابة» لا تقوم في كثير من الأحيان بالضرورة على روابط دم أو زواج، وقد تكون بالأحرى مبنية على سكن مشترك، أو روابط اقتصادية مشتركة، أو قرابة تنشئة، أو معرفة عبر أشكال التفاعل الأخرى.
في علم اجتماع العائلة، يُشار إلى هذه الفكرة بمسمى قريب مُختار، أو قريب مصطنع، أو قريب طوعي. يعرّف أخصائيو علم الاجتماع المفهوم على أنه أحد أشكال أفراد عائلة موسعين ولا تجمعهم روابط دم أو زواج. قد تشمل الأواصر التي تسمح بالقرابة المُختارة الطقوس الدينية، أو روابط الصداقة المقربة، أو غيرها من العلاقات الاجتماعية أو الاقتصادية الأساسية المتبادلة. تشمل الأمثلة على القريب المُختار العرابين، والأطفال المُتبنين بصفة غير رسمية، وأصدقاء العائلة المقربين. استُخدمت فكرة القريب المصطنع لتحليل التقدم في العمر، والمقاتلين الأجانب، والمجتمعات المهاجرة، والأقليات في المجتمعات الحديثة. صرح بعض الباحثين أن للأقران قدرة على إنشاء شبكات اجتماعية من الأقارب المُختارين.